# Holsteiner Gürtel
Der Holsteiner Gürtel ist ein bis zu 10 cm breiter Bestandteil der Bekleidung im germanischen Raum in den Jahrhunderten vor der Zeitenwende. Er wurde vermutlich in der Art eines Koppels um das Obergewand gelegt und ist ein Gürtelblech, das mitunter mit einfachen geometrischen Mustern aus Bronzeteilen verziert ist, die auf das organische Trägermaterial (vermutlich Leder) aufgenietet wurden. Die Gürtel wurden durch Haken geschlossen. 

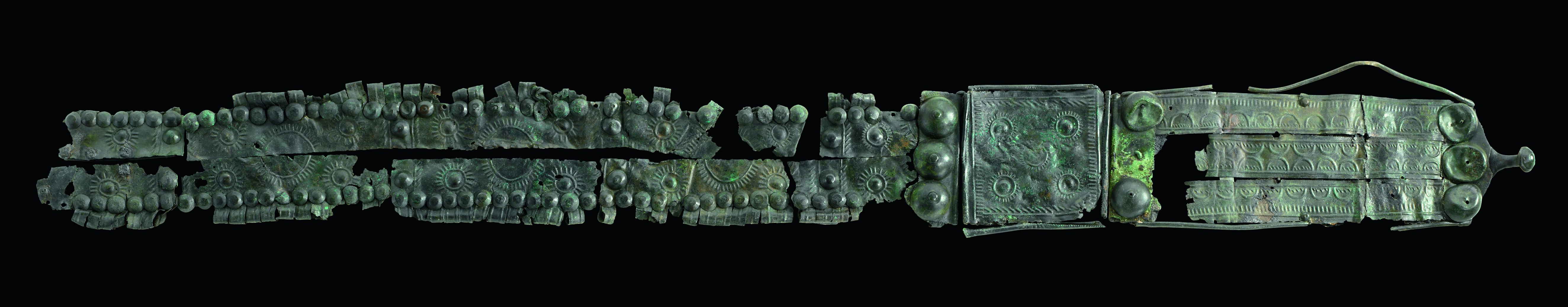
Holsteiner Gürtel von Hamburg-Altengamme

Der Ursprung dieses auf Urnenfriedhöfen als Beigaben gefundenen Koppels, das im Ostseebereich auch außerhalb Holsteins belegt ist (z. B. Mühlen Eichsen in Mecklenburg), ist ungewiss. Eiserne Gürtelhaken und Gürtelringe sind häufige Metallbeigaben in dieser Zeit. Bronzene Gürtelbeschläge sind dagegen weniger zahlreich. Gleichzeitig waren auch bronzene Plattengliederketten in Gebrauch. Die Funde lassen sich der Jastorfkultur zuordnen.
Die Bezeichnung Holsteiner Gürtel geht auf die Archäologin Johanna Mestorf zurück, die 1897 diese Gürtelform erstmals systematisch beschrieb und sie „Holsteinischer Gürtel“ nannte.